# Klagenfurter Handschrift
Die Klagenfurter Handschrift (auch Ratschacher Handschrift; gebräuchliche Fehlübersetzung: Ratetscher Handschrift; slow. Celovški rokopis oder Rateški rokopis) ist eine der ältesten slowenischen Handschriften.

## Geschichte

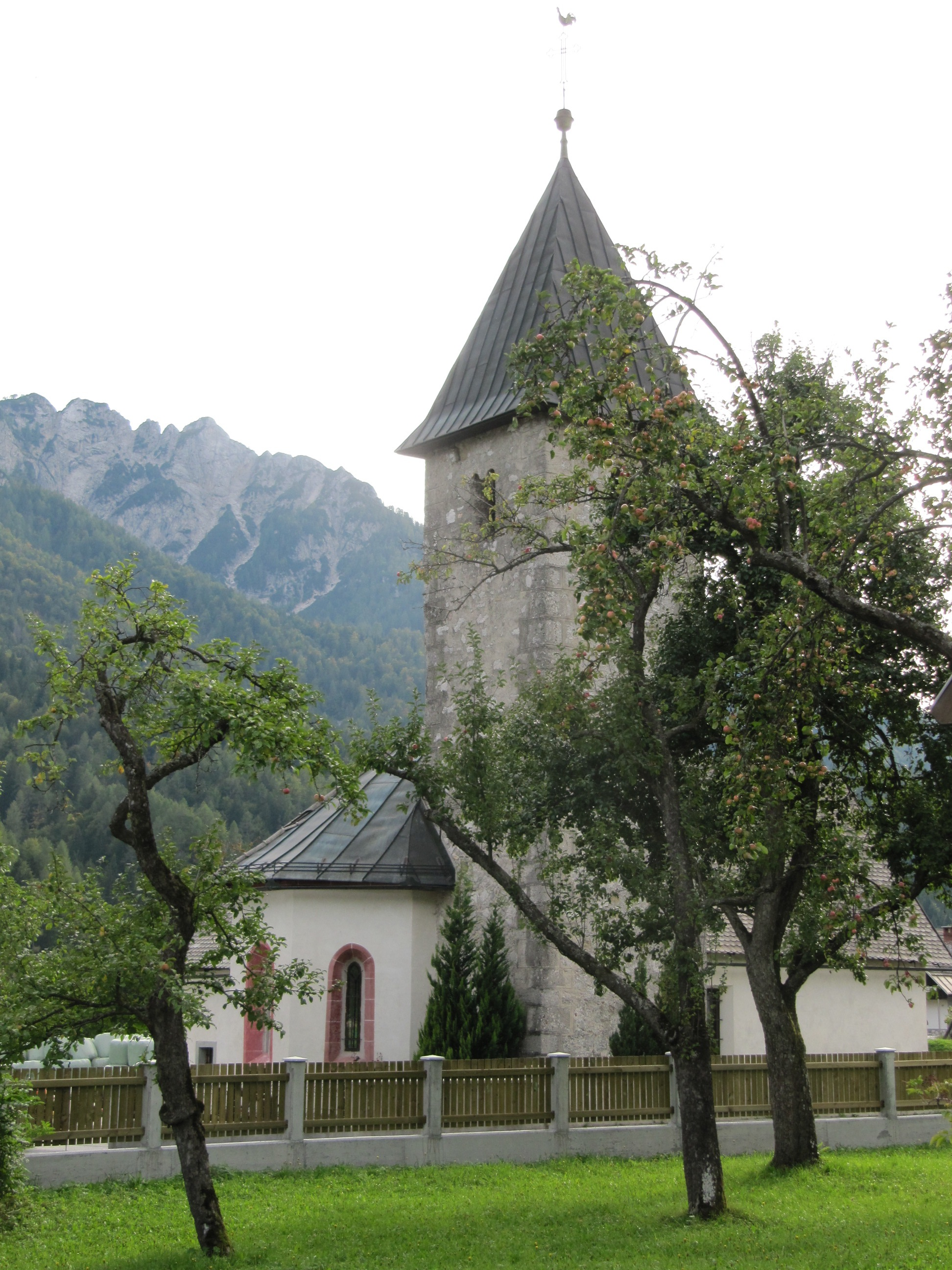
Ratschacher Thomaskirche, der die Handschrift zugeordnet wird

Die Handschrift erstellte zwischen 1362 und 1390 ein Vikar der Pfarre Maria Gail in Ratschach, das damals zum Maria Gailer Pfarrsprengel gehörte, in einem Messbuch der Thomaskirche. Ähnlichkeiten mit dem hundert Jahre jüngeren Starogorski rokopis lassen eine gemeinsame Vorlage vermuten. Archaismen lassen für Teile der Handschrift eine wesentlich ältere Entstehung des Textes vermuten, möglicherweise vor dem 9. Jahrhundert. Als Ratschach 1390 der Pfarre Kronau übergeben wurde, ging das Messbuch vermutlich nach Maria Gail, während die Gebete herausgerissen wurden und in Ratschach verblieben. Die Handschrift wurde 1880 in den Beständen des Geschichtsvereins für Kärnten entdeckt und wird heute im Kärntner Landesarchiv verwahrt.

## Inhalt
Die Handschrift enthält eine archaische Übersetzung des Vater Unser, eine Übersetzung des Ave Maria, die im 12. Jh. verortet wird, und das übersetzte Glaubensbekenntnis. Der Text ist in gotischer Minuskel mit deutscher Orthographie niedergelegt.

## Bedeutung
Der Beginn der slowenischen Schriftsprache wird mit der Reformationszeit angesetzt. Mittelalterliche slowenische Sprachzeugnisse sind aufzählbar rar.
Die Klagenfurter Handschrift gilt nach den Freisinger Denkmälern als die zweitälteste slowenischen Handschrift und ist damit ein bedeutendes Denkmal der slowenischen Geschichte.

## Belege
1. 1 2 3  Heinz-Dieter Pohl: Slowenisches Erbe in Kärnten und Österreich: ein Überblick. In: .uni-klu.ac.at. S. 19–20, abgerufen am 31. Oktober 2016.
2. 1 2 3 4  Elisabeth Seitz: Kodeks - Rateshki rokopis. In: kodeks.uni-bamberg.de. Abgerufen am 31. Oktober 2016.
3. ↑  Sebastian Kempgen, Peter Kosta, Tilman Berger, Karl Gutschmidt (Hrsg.): Die slavischen Sprachen / The Slavic Languages. Halbband 2. De Gruyter, 2014, S. 469 (eingeschränkte Vorschau in der Google-Buchsuche).
4. 1 2  Rateče - Planica - Mesta in kraji v Sloveniji - Slovenia - Official Travel Guide -. In: slovenia.info. Archiviert vom Original am 3. November 2016; abgerufen am 1. November 2016.
5. ↑  Cerkev svetega Tomaža. In: kranjskagora.si. Archiviert vom Original (nicht mehr online verfügbar) am 1. November 2016; abgerufen am 1. November 2016.  Info: Der Archivlink wurde automatisch eingesetzt und noch nicht geprüft. Bitte prüfe Original- und Archivlink gemäß Anleitung und entferne dann diesen Hinweis.
6. ↑  Sebastian Kempgen, Peter Kosta, Tilman Berger, Karl Gutschmidt (Hrsg.): Die slavischen Sprachen / The Slavic Languages. Halbband 2. De Gruyter, 2014, S. 469–470 (eingeschränkte Vorschau in der Google-Buchsuche).